# Fasoláda

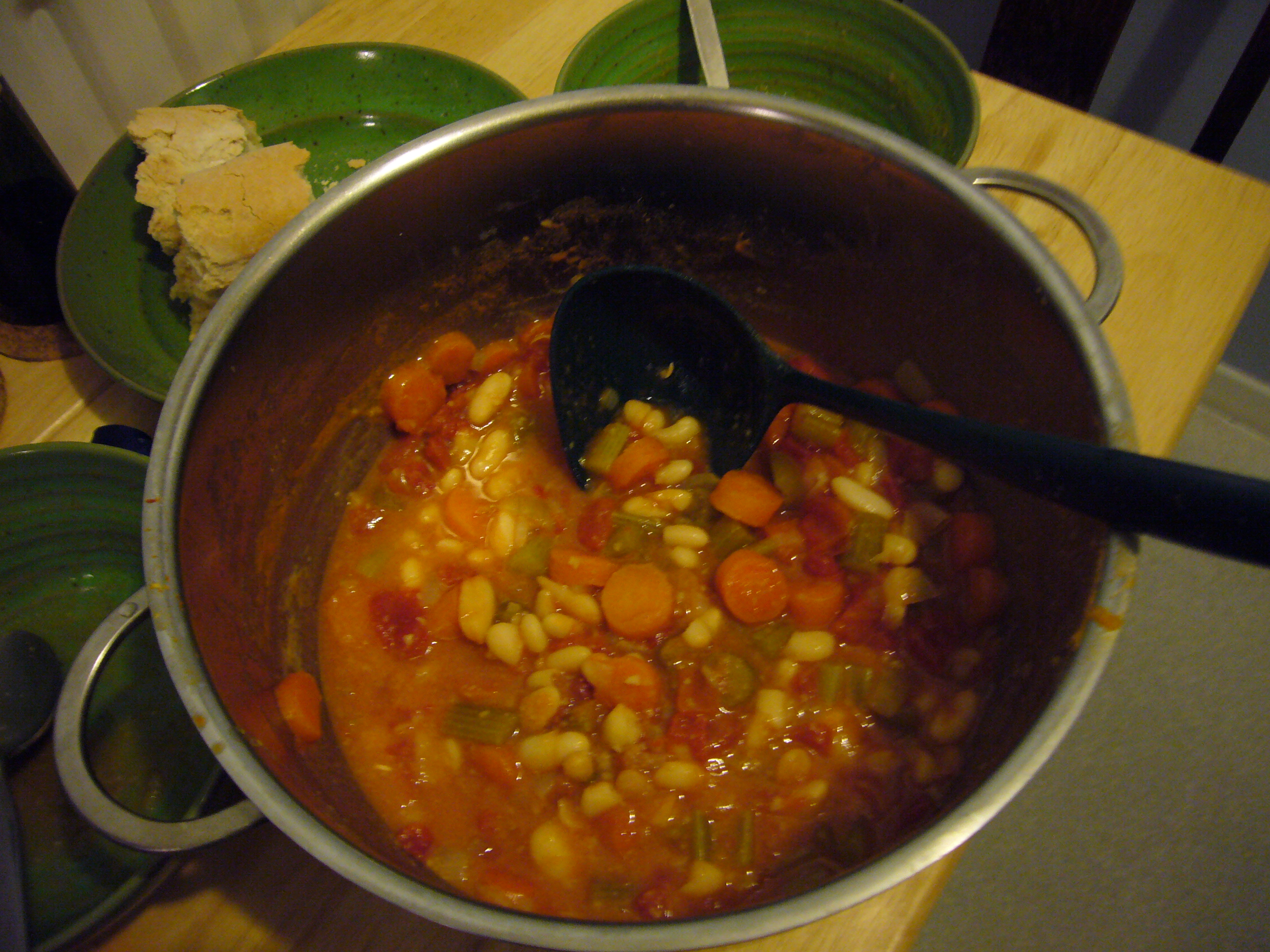
Fasoláda.

La fasoláda, fasouláda, ou parfois fasólia, veut dire « fève » en grec (grec moderne : φασολάδα, φασουλάδα ou φασóλια, parfois écrit fassolada ou fassoulada) est un plat très populaire de la cuisine grecque et de la cuisine chypriote.
Il s'agit d'une soupe de fèves ou haricots blancs, à l'huile d'olive et aux légumes. Ce plat est parfois considéré comme « le plat national de la Grèce ». La recette remonte à des siècles. La nourriture et le sacrifice au dieu Apollon étaient des éléments clés de la coutume de Pyanepsion (qui signifie littéralement « jour de la soupe de haricots ») et a donné le nom au mois correspondant de l'année civile en Attique.
Dans la cuisine arabe, le plat est appelé fasoulia et se consomme en Égypte, au Yémen et au Levant (arabe : فاصوليا). Dans la cuisine turque, il est appelé kuru fasülye.
La fasoláda est faite de haricots ou de fèves, mijotés avec des tomates et d'autres légumes, tels que carottes, oignons, persil, céleri et feuilles de laurier. Les haricots de Lima sont parfois utilisés à la place des haricots blancs. Les recettes sont variées.
Le plat est souvent enrichi à l'huile d'olive, durant la cuisson ou à table.
La fasoláda ne comprend pas de viande, contrairement à la cuisine italienne et aux fagiolata, aux cuisine brésilienne et portugaise avec le feijoada, aux cuisine roumaine et moldave et le fasole, et enfin à la cuisine espagnole  avec la fabada asturiana.